# Keld & The Donkeys
Keld & The Donkeys var en dansktop-gruppe fra Danmark, der under ledelse af Keld Heick eksisterede i perioden 1962-1980 og sporadisk har været gendannet ved forskellige lejligheder siden.

## The Donkeys
Gruppen blev dannet som pigtrådsgruppe i 1962 under navnet The Donkeys og bestod fra starten af Keld Heick (forsanger og guitarist), Norbert Persson (el-bas), Flemming Jensen (trommer) og Bent Scharnberg (lead-guitar). De to sidstnævnte blev i 1964 udskiftet med Henry Nielsen (trommer) og Paul Malmqvist (lead-guitar).
Gruppen spillede i begyndelsen musik, der var inspireret af Cliff Richard og The Shadows. Snart begyndte Heick at skrive sange selv, som gruppen også spillede. Da The Beatles brød igennem, skiftede The Donkeys inspirationskilde til denne gruppe, og i 1964 og 1965 deltog de i DM i rock. Det første år opnåede de ingen placering, men året efter hjemtog de førstepladsen. Dermed var vejen banet for en pladekontrakt og udsendelsen af to singler med musik af Heick med engelske tekster. Det følgende år skiftede gruppen pladeselskab og blev nu opfordret til at indspille en moderniseret udgave af den gamle schlager "Ved landsbyens gadekær". Nummeret blev et gigantisk hit i 1966 og betød startskuddet på den genre, der snart skulle blive kendt via Dansktoppen og under betegnelsen dansktopmusik.

## Keld & The Donkeys
Med den nyvundne succes skiftede gruppen navn til Keld & The Donkeys, så Keld Heick også formelt stod som dens leder. Gruppen fortsatte med at indspille sange på dansk, og efterhånden var pigtrådsmusikken helt gledet ud til fordel for en let og iørefaldende popstil. Sange som "Vi skal gå hånd i hånd", "Jeg ringer på fredag" og "Tjing tjang gullie" befæstede i de kommende år gruppens placering som et af dansktopgenrens førende navne.
I begyndelsen af 1970'erne skete der et par udskiftninger i gruppens besætning. Efter det blev afsløret, at Norbert Persson havde snydt de andre gruppemedlemmer økonomisk, kom Flemming Arleth i 1971 med som bassist. Mens Egon Kjær i 1973 kom med som keyboardspiller, da Paul Malmqvist forlod den. Gruppen blev officielt opløst nytårsaften 1980,[kilde mangler] hvorpå Keld Heick fortsatte med at optræde sammen med sin hustru Hilda Heick som Keld & Hilda. 
Gruppen har i enkelte situationer siden været gendannet med ny besætning, ofte blot som Donkeys uden Keld Heick, men med sange af denne:
- Per Høj Andersen (guitar og sang)
- Jørn Bavngaard (el-bas og sang)
- Richard Jensen (keyboards og kor)
- Svend Callesen (trommer og kor)

## Diskografi
- Serenader (1966)
- Det er så skønt (1967)
- Keld & Donkeys (1969)
- Keld Heick fra den lyse side (1970)
- Dansk top favoritter – Keld & The Donkeys (1973)
- Top 16 (1973)
- 10 år på toppen (1974)
- "Do You Speak English" (1976)
- Made in Danmark (1978)
- Keld Heick & The Donkeys Live (1980)
- Danse party[kilde mangler] (1989)
- Ud i byen og spille smart (1993, uden Heick)[2]
- Lige i øjet (1994, som Keld, Hilda & the Donkeys)[3]